# Verdurada
A Verdurada é um evento que acontece trimestralmente em São Paulo desde 1996. Consiste na apresentação de bandas, quase sempre de hardcore punk, e palestras sobre assuntos políticos. Além dos shows e palestras, são realizadas oficinas, debates, exposição de vídeos e de arte de conteúdo político e divergente.
Durante os eventos não é permitido o consumo de álcool e drogas, que não são vendidos durante o evento. Ao final dos shows é distribuído um jantar totalmente vegetariano. O evento é realizado pelo Coletivo Verdurada, que é formado por pessoas ligadas à cena hardcore-punk-straight edge.
Os objetivos da realização da Verdurada são basicamente dois: mostrar que se pode fazer com sucesso eventos sem o patrocínio de grandes empresas e sem divulgação paga na mídia e levar até o público a música feita pela juventude raivosa e as idéias e opiniões de pensadores e ativistas divergentes.
Este é o mais importante evento do calendário faça-você-mesmo brasileiro.

Evento Verdurada

Poster do Evento Verdurada

Poster do Evento Verdurada